# Paul Ioachim
Paul Ioachim (n. 6 octombrie 1930, Buzău, România – d. 10 iulie 2002, București, România) a fost un actor român, dramaturg, director de teatru. A scris piese de teatru de succes ca Nu suntem îngeri, Goana sau Podul sinucigașilor. Este tatăl actriței Oana Ioachim (1967-2015).
Din 1995 a fost directorul Teatrului George Ciprian din Buzău. 
Ioachim a jucat rolul lui Titel Rușan în filmul dramatic Ilustrate cu flori de cîmp din 1975.
A decedat în 2002, trupul său fiind înmormântat în Cimitirul Sfânta Vineri din București.

## Piese de teatru scrise
- Ascensiunea unei fecioare
- Nu suntem îngeri
- Goana
- Nemaipomenitele aventuri a doi îndrăgostiți
- Așteptam pe altcineva
- Ce e nou pe Strada Salcâmilor
- Idealul
- Omul de noroi sau O viață și încă o noapte
- Podul sinucigașilor
- Totul e un joc[5]
- Comedii... și ceva drame
- Carlo contra Carlo

## Filmografie
- Secretul cifrului (1960)[6]
- A fost prietenul meu (1961) - menționat ca P. Ioachim
- Aventurile lui Babușcă (1973) - prof. Friedrich
- Ilustrate cu flori de cîmp (1975) - Titel Rușan
- Înghițitorul de săbii (1982)
- Amadeus (film TV din 1984) - Iosif al II-lea
- Campioana (1991)
- Începutul adevărului (Oglinda) (1994)
- Stare de fapt (1995)
- Vertiges (serial TV, episodul Une Femme Piégée, 2001)
- Mariage interdit (film TV, 2002)